# Užventis
Užventis es una ciudad de Lituania, capital de la seniūnija homónima en el municipio-distrito de Kelmė de la provincia de Šiauliai.
En 2011, la ciudad tenía una población de 833 habitantes. Es la ciudad menos poblada de la provincia.
Se ubica unos 20 km al noroeste de la capital municipal Kelmė y unos 30 km al suroeste de la capital provincial Šiauliai.

## Historia
Recibe su nombre por hallarse en el entorno del curso alto del río Venta. Se conoce la existencia del pueblo desde el siglo XIV, cuando se menciona como un área dependiente directamente de los duques del Gran Ducado de Lituania. En 1703 obtuvo derechos de mercado y en 1746 se le concedieron tres ferias anuales, origen de que se considere ciudad pese a su pequeño tamaño. En 1825 se construyó la actual iglesia de Santa María Magdalena, construida en madera y considerada el principal monumento de la ciudad. En 1863 fue una ciudad muy activa durante el Levantamiento de Enero. La RSS de Lituania desarrolló la localidad como el centro administrativo de una granja colectiva, llegando a ser capital distrital entre 1950 y 1962. En 1956 se reconoció oficialmente su estatus de ciudad. Desde 1966 es la sede de uno de los premios anuales principales de la literatura lituana, que lleva el nombre de la escritora Žemaitė.